# Josh Silver

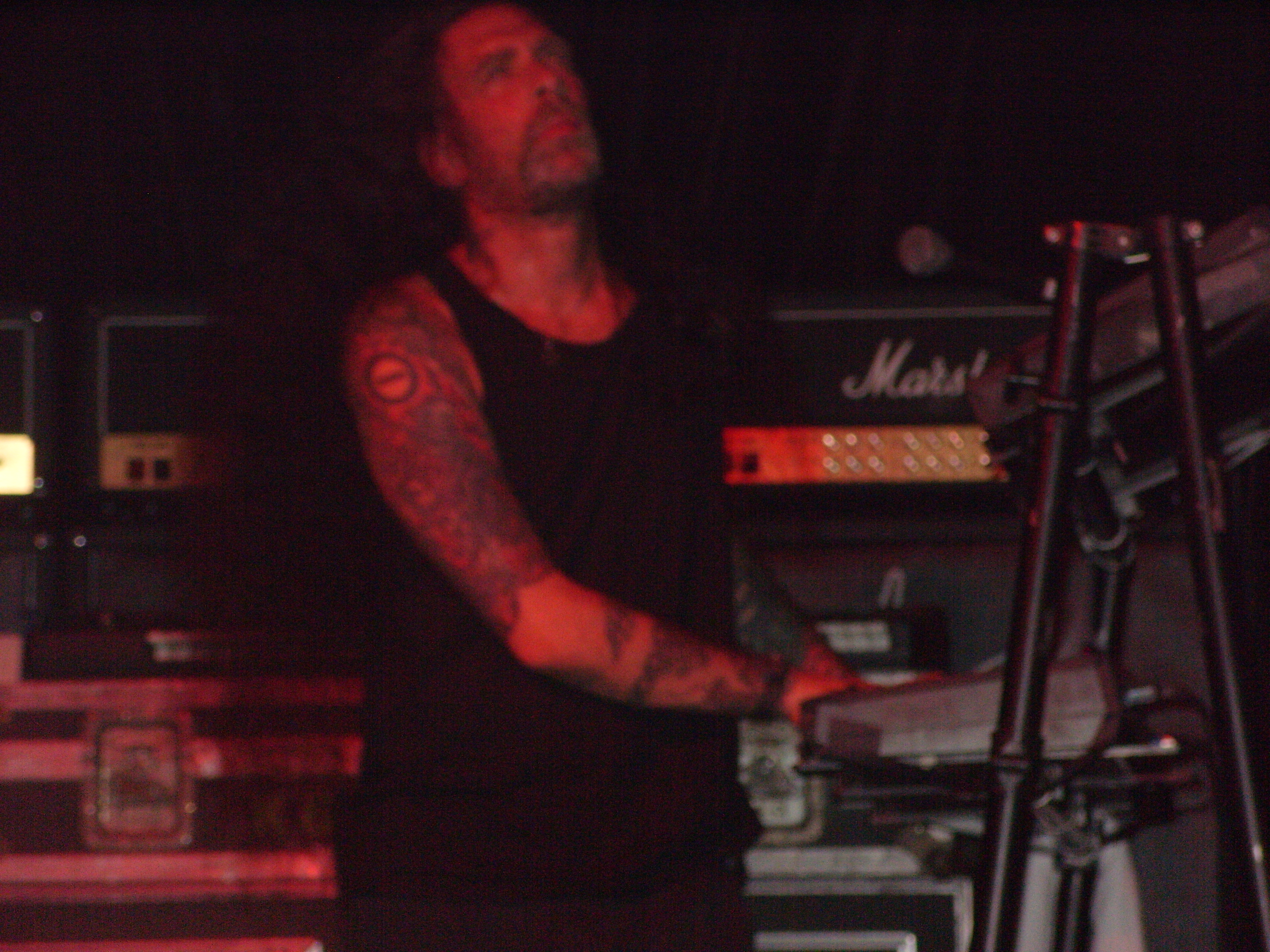
Josh Silver (2008)

Josh Silver (* 14. November 1962 in New York City) war bis zu deren Auflösung der Keyboarder und einer der Hintergrundsänger der US-amerikanischen Metal-Band Type O Negative. Zudem war er als Musikproduzent für seine und weitere Bands tätig. Ursprünglich spielte er in der Band Fallout.

## Werdegang
Josh Silver ist jüdischer Herkunft und wurde 1962 geboren. Er begann seinen musikalischen Werdegang bei Fallout, aus denen die anderen Bandmitglieder sich zu Carnivore umformierten. Silver gründete nach dem Ende von Fallout eine Hardrock-Band namens Original Sin.
Silver lernte professionelle Aufnahmetechniken beim Produzent und Eigentümer des Soundscape Recording Studios Richard Termini. Die frühesten Aufnahmen von Fallout gehen auf die Termini-Soundscape-Sessions aus den späten 1970ern zurück. 1993 war Silver Produzent des wegweisenden Albums River Runs Red von Life of Agony. Für seine Produktionen nutzte Silver das Studio Sty in the Sky in New York City.
Seit dem Tod von Peter Steele macht Silver keine Musik mehr, sondern arbeitet als Rettungssanitäter in New York City, eine Tätigkeit, die er bereits während der vorherigen Auszeit von Type O Negative begonnen hatte.

## Diskografie

### Fallout
- 1981: Rock Hard / Batteries Not Included

### Type O Negative
- 1991: Slow, Deep and Hard
- 1992: The Origin of the Feces
- 1993: Bloody Kisses
- 1996: October Rust
- 1999: World Coming Down
- 2003: Life Is Killing Me
- 2007: Dead Again

### Gastauftritte
- 2005: Roadrunner United – Roads & Enemy of the State

### Albumproduktionen (Auswahl)
- 1993: Life of Agony – River Runs Red
- 1996: Pist.On – Number One